# Parténope (mitología)

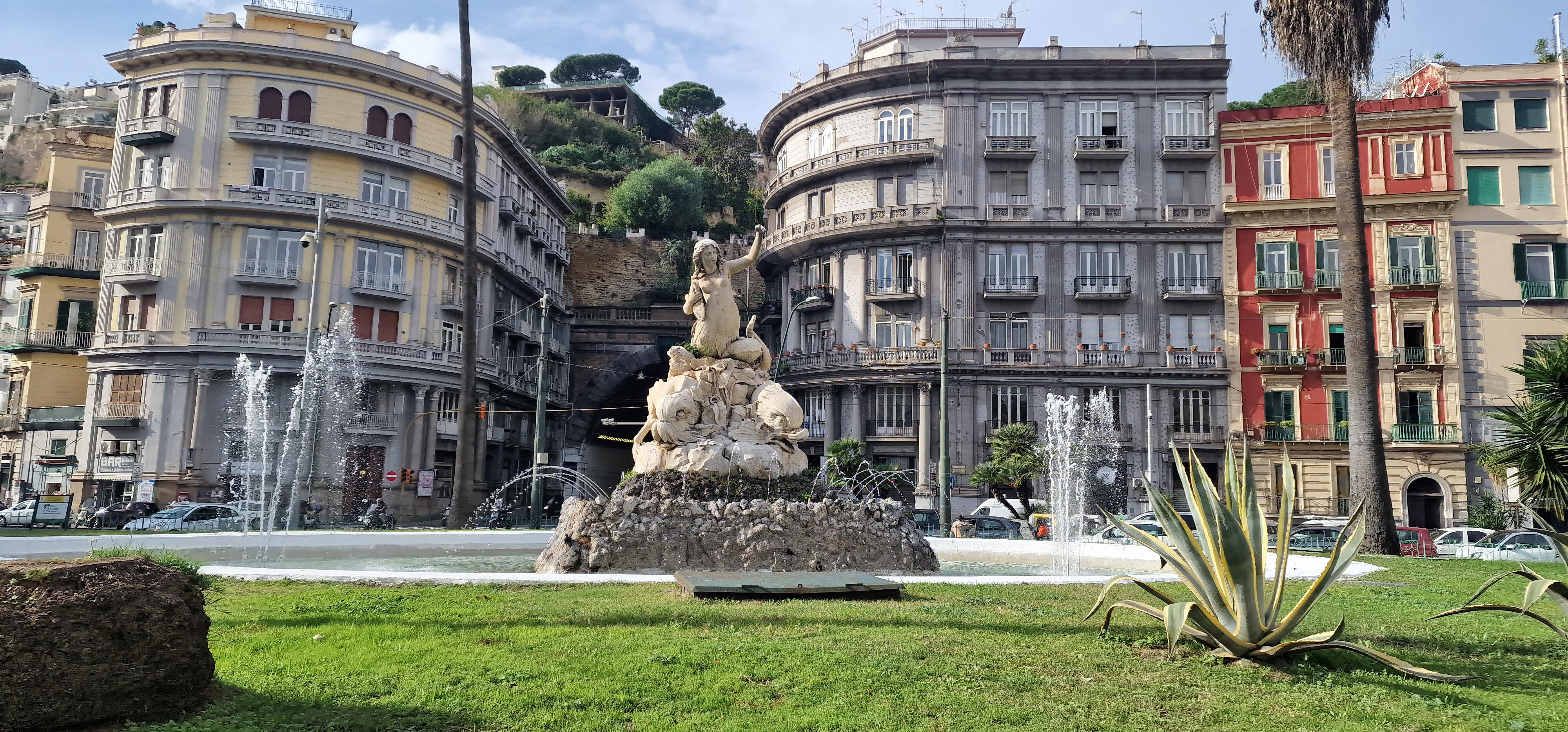

Parténope era una sirena de la mitología griega. Esta sirena dio nombre a una ciudad situada en el lugar donde posteriormente se asentó Nápoles, en Italia.

## Denominación y ascendencia
Es una de las pocas sirenas que posee algo de identidad individual, aunque solo aparece en textos latinos. Algunas fuentes dicen que las sirenas con nombre se llamaban Parténope, Ligia y Leucosia. Eran hijas del dios fluvial Aqueloo y de una de las musas, o bien de Aqueloo y de Estérope, hija de Partaón.

## En los mitos fundacionales de Nápoles
Las sirenas, luego de ser derrotadas por la astucia de Odiseo, se arrojaron al mar y se ahogaron. El cuerpo de Parténope fue llevado por las olas hasta la playa y allí fue enterrada con múltiples honores. El templo se convirtió en pueblo, y finalmente el lugar donde fue enterrada esta sirena se transformó en la próspera Nápoles, llamada antiguamente Parténope.
Estrabón dice que muy cerca de Dicearquia está Neápolis, que perteneció a los habitantes de Cumas. Con posterioridad, se establecieron en ella los calcideos y algunos pobladores de Pitecusas y Atenas, hasta el punto de que, por este hecho, recibió el nombre de Nea Polis (Nápoles). También dice que en este lugar se muestra un monumento en recuerdo de una de las sirenas, Parténope, y, de acuerdo con los designios de un oráculo, se celebra una competición gimnástica.
Tzetzes dice que el tirano Fálaris fundó en Neápolis, Italia, un asentamiento ubicado en las tierras de los ópicos (oscos). Una tradición local dice que una de las sirenas cayó allí en la tierra, por lo tanto se dice que Parténope cayó en Neápolis. Leucosia, otra de la sirenas, dio su nombre a la isla o roca de Leucosia. Se dice que Leucosia, habiéndose escondido allí, está enterrada en el santuario de Poseidón. Parténope fue la primera de ellas y la llaman así porque tiene la voz de una pequeña virgen o porque se parece a una pequeña virgen. Timeo de Sicilia dice que Diotimo, el comandante naval ateniense, vino a Neápolis para realizar un sacrificio a Parténope y para celebrar una carrera de antorchas.
Otra leyenda tardía cuenta una historia en la que un centauro llamado Vesubio estaba enamorado de Parténope. Enfadado, Júpiter convirtió al centauro en un estratovolcán y a Parténope en la ciudad de Nápoles. Frustrado su deseo, la ira del ahora volcán Vesubio se manifiesta en sus frecuentes y violentas erupciones.
La tradición que recuerda Pierre Grimal cuenta que Parténope era una hermosa joven de Frigia (Anatolia), que se enamoró de Metíoco, pero no quiso romper el voto de castidad, así que se cortó el cabello y se marchó voluntariamente a Campania (Italia), donde se consagró a Dioniso. La diosa Afrodita, irritada, la convirtió en sirena.

## En la música
Parténope ha sido la inspiración para muchas obras musicales,  como Partenope de Luigi Mancia de 1699, La Parténope de Manuel de Zumaya, cuya música está perdida pero cuyo libreto, adaptado por el propio Zumaya, se conserva, junto a otras compuestas por Giuseppe Boniventi (1709), Sarro (1722), Vinci (1725), Händel (1730), que quizá pudo conocer la de Caldara en Venecia en torno a 1710; Giuseppe Scarlatti en 1749, Vivaldi (1738) en su ópera Rosmira; Hasse (1767), o la de Vicente Martín y Soler del 1782. Casi todas a partir del libreto de Silvio Stampiglia adaptado de diversas maneras salvo las de Hasse y Martín y Soler, con libreto italiano de Pietro Metastasio. En 1996 estrenó Ennio Morricone una nueva versión, Partenope (Musica per la sirena di Napoli)  con libreto de Guido Barbieri y Sandro Cappelletto.
El 21 de diciembre de 2020 se publicó el sencillo Partenope del cantante de rap Clementino.
El 9 de mayo de 2022 el cantante napolitano Liberato estrenó su segundo álbum de estudio Liberato II, que incluye una canción titulada Partenope.

## En el cine
En 2024 fue estrenada Parthenope, una película escrita, producida y dirigida por el cineasta nativo de Nápoles Paolo Sorrentino cuya protagonista es una mujer llamada Parthenope.